# Jane Tilden
Jane Tilden, vlastním jménem Marianne Wilhelmine Tuch (16. listopadu 1910 Ústí nad Labem, Rakousko-Uhersko – 27. srpna 2002 St. Johann in Tirol, Rakousko) byla rakouská herečka.

## Život
Narodila se jako dcera Karla a Marie Tuch. Její bratr Walter Tuch se stal kameramanem. V roce 1930 Marianne objevil režisér Max Reinhardt a nastartoval tak její kariéru. Přestěhovala se do Vídně a zvolila umělecké jméno Jane Tildem. Pod tímto jménem pak vystupovala v řadě vídeňských divadel (například Volkstheater). Svůj první film natočila v roce 1936. Začátkem války se přestěhovala do Švýcarska, kde do roku 1945 účinkovala jako vedlejší postava ve 14 filmech. Poté se vrátila do Rakouska. Kromě hraní ve filmech a televizi, získala angažmá v divadle Raimundtheater, Theater in der Josefstadt a v berlínském Theater am Kurfürstendamm. Od roku 1956 až do svého odchodu do důchodu v roce 1977 patřila Tilden do souboru Burgtheateru ve Vídni.
Zemřela v roce 2002 v pečovatelském domě v St. Johann in Tirol. Pochována je na hřbitově v Kitzbühelu.

### Rodinný život
Jane byla vdaná třikrát. S hercem Erikem Freyem, hudebním skladatelem Alexanderem Steinbrecherem a obchodníkem Johnem Josephem Blackburnem. Ve druhém manželství porodila dceru Franzisku a ve třetím dceru Jane Antoinette.

## Zajímavosti
- V roce 2006 byla po ní ve Floridsdorfu (21. vídeňský obvod) pojmenována ulice - Jane-Tilden-Gasse.